# Joodse begraafplaats (Gorredijk)
De Joodse begraafplaats van Gorredijk bestaat sinds 1804. In 1804 werd een stuk grond gekocht in het dorp Kortezwaag, ter vervanging van de begraafplaats in Noordwolde.
In 1832 heeft het perceel de kadastrale aanduiding Langezwaag D 682.
De begraafplaats ligt bij straat en kanaal Dwarsvaart, tussen de nummers 17 en 19.
De gemeente Opsterland zorgt voor het onderhoud.